# Lista de prêmios e indicações recebidos por Lorde
A lista de prêmios e indicações recebidos por Lorde, uma cantora e compositora neozelandesa, consiste num total de 42 prêmios e 83 indicações. Lorde lançou seu extended play (EP) de estreia, The Love Club EP, bem como seu álbum de estúdio de estreia, Pure Heroine, em 2013. Ela venceu um prêmio no New Zealand Music Awards por seu EP em 2013 e um prêmio Taite Music Prize por seu álbum em 2014. Seu single de estreia, "Royals", recebeu múltiplos prêmios e indicações em 2013 e 2014, incluindo um APRA Music Award, um Billboard Music Award e um New Zealand Music Award. Nos Grammy Awards de 2014, o single venceu em duas categorias: canção do ano e melhor desempenho solo de pop.
A revista Time incluiu Lorde na sua lista dos adolescentes mais influentes do mundo em 2013 e 2014. A revista Forbes a incluiu na edição de 2014 de "30 Under 30", lista de pessoas jovens que "estão mudando o nosso mundo"; ela era a pessoa mais jovem na lista. Lorde contribuiu com quatro canções para a trilha sonora do filme The Hunger Games: Mockingjay – Part 1, incluindo o single "Yellow Flicker Beat". Com "Yellow Flicker Beat", Lorde recebeu indicações para o Globo de Ouro de melhor canção original nos Prêmios Globo de Ouro de 2015 e para o Critics Choice Award de melhor canção no 20º Critics' Choice Awards em 2015. Seu segundo álbum, Melodrama, recebeu uma indicação a Grammy Award para álbum do ano nos Grammy Awards de 2018.

## American Music Awards
A American Music Awards (AMAs) é uma premiação musical americana que ocorre anualmente, criada por Dick Clark em 1973. Os AMAs são determinados por uma votação para o público e consumidores de música. Lorde recebeu quatro indicações.
| Ano  | Indicado / obra | Prêmio                                | Resultado | Ref.   |
| ---- | --------------- | ------------------------------------- | --------- | ------ |
| 2014 | Lorde           | Artista do Ano                        | Indicado  | [ 11 ] |
| 2014 | Lorde           | Artista Feminina de Pop/Rock Favorita | Indicado  | [ 11 ] |
| 2014 | Lorde           | Artista Alternativo Favorito          | Indicado  | [ 11 ] |
| 2014 | Pure Heroine    | Álbum de Pop/Rock Favorito            | Indicado  | [ 11 ] |

## Aotearoa Music Awards
Os Aotearoa Music Awards são entregues anualmente para músicos de origem neozelandeza, pela Recorded Music NZ. Lorde recebeu 19 prêmios, de um total de 28 indicações.
| Ano  | Indicado / obra       | Prêmio                               | Resultado | Ref.   |
| ---- | --------------------- | ------------------------------------ | --------- | ------ |
| 2013 | "Royals"              | Single do Ano                        | Venceu    | [ 12 ] |
| 2013 | The Love Club EP      | Artista Revelação do Ano             | Venceu    | [ 12 ] |
| 2013 | Lorde                 | Prêmio de Escolha Popular            | Venceu    | [ 12 ] |
| 2013 | Lorde                 | Prêmio de Sucesso Internacional      | Venceu    | [ 12 ] |
| 2014 | "Team"                | Single do Ano                        | Venceu    | [ 13 ] |
| 2014 | "Royals"              | Single Mais Vendido da Nova Zelândia | Venceu    | [ 13 ] |
| 2014 | Pure Heroine          | Álbum do Ano                         | Venceu    | [ 13 ] |
| 2014 | Pure Heroine          | Melhor Artista Solo Feminina         | Venceu    | [ 13 ] |
| 2014 | Pure Heroine          | Melhor Álbum Pop                     | Venceu    | [ 13 ] |
| 2014 | Lorde                 | Prêmio de Escolha Popular            | Indicado  | [ 13 ] |
| 2014 | Lorde                 | Prêmio de Sucesso Internacional      | Venceu    | [ 13 ] |
| 2015 | "Yellow Flicker Beat" | Single do Ano                        | Venceu    | [ 14 ] |
| 2015 | "Yellow Flicker Beat" | Single Mais Vendido da Nova Zelândia | Indicado  | [ 14 ] |
| 2015 | "Yellow Flicker Beat" | Canção Para Rádio do Ano             | Indicado  | [ 14 ] |
| 2015 | Pure Heroine          | Single Mais Vendido da Nova Zelândia | Indicado  | [ 14 ] |
| 2015 | Lorde                 | Prêmio de Sucesso Internacional      | Venceu    | [ 14 ] |
| 2017 | Melodrama             | Álbum do Ano                         | Venceu    | [ 15 ] |
| 2017 | "Green Light"         | Single do Ano                        | Venceu    | [ 15 ] |
| 2017 | Lorde                 | Melhor Artista Solo                  | Venceu    | [ 15 ] |
| 2017 | Lorde                 | Melhor Artista Pop                   | Venceu    | [ 15 ] |
| 2017 | Lorde                 | Prêmio de Escolha Popular            | Venceu    | [ 15 ] |
| 2017 | Lorde                 | Prêmio de Sucesso Internacional      | Venceu    | [ 15 ] |

## APRA Awards

### Australian APRA Awards
A APRA Music Awards (Austrália) ocorre anualmente pela Australasian Performing Right Association para honrar artistas musicais e compositores excepcionais. Lorde venceu um prêmio.
| Ano  | Indicado / obra | Prêmio                                        | Resultado | Ref.   |
| ---- | --------------- | --------------------------------------------- | --------- | ------ |
| 2014 | Lorde           | Prêmio para Sucesso Internacional Excepcional | Venceu    | [ 17 ] |

### APRA Silver Scroll Awards
A APRA Music Awards (Nova Zelândia) ocorre anualmente pela Australasian Performing Right Association para honrar os melhores compositores e escritores musicais. Lorde venceu um Silver Scroll Award por "Royals" em 2013, dois prêmios para Obra Mais Apresentada em 2014 e um Silver Scroll Award por "Green Light" em 2017.
| Ano  | Indicado / obra       | Prêmio                                 | Resultado | Ref.   |
| ---- | --------------------- | -------------------------------------- | --------- | ------ |
| 2013 | "Royals"              | Silver Scroll Award                    | Venceu    | [ 19 ] |
| 2014 | "Royals"              | Obra Mais Apresentada no Exterior      | Venceu    | [ 20 ] |
| 2014 | "Team"                | Obra Mais Apresentada na Nova Zelândia | Venceu    | [ 20 ] |
| 2015 | "Yellow Flicker Beat" | Silver Scroll Award                    | Indicado  | [ 21 ] |
| 2017 | "Green Light"         | Silver Scroll Award                    | Venceu    | [ 22 ] |

## ARIA Music Awards

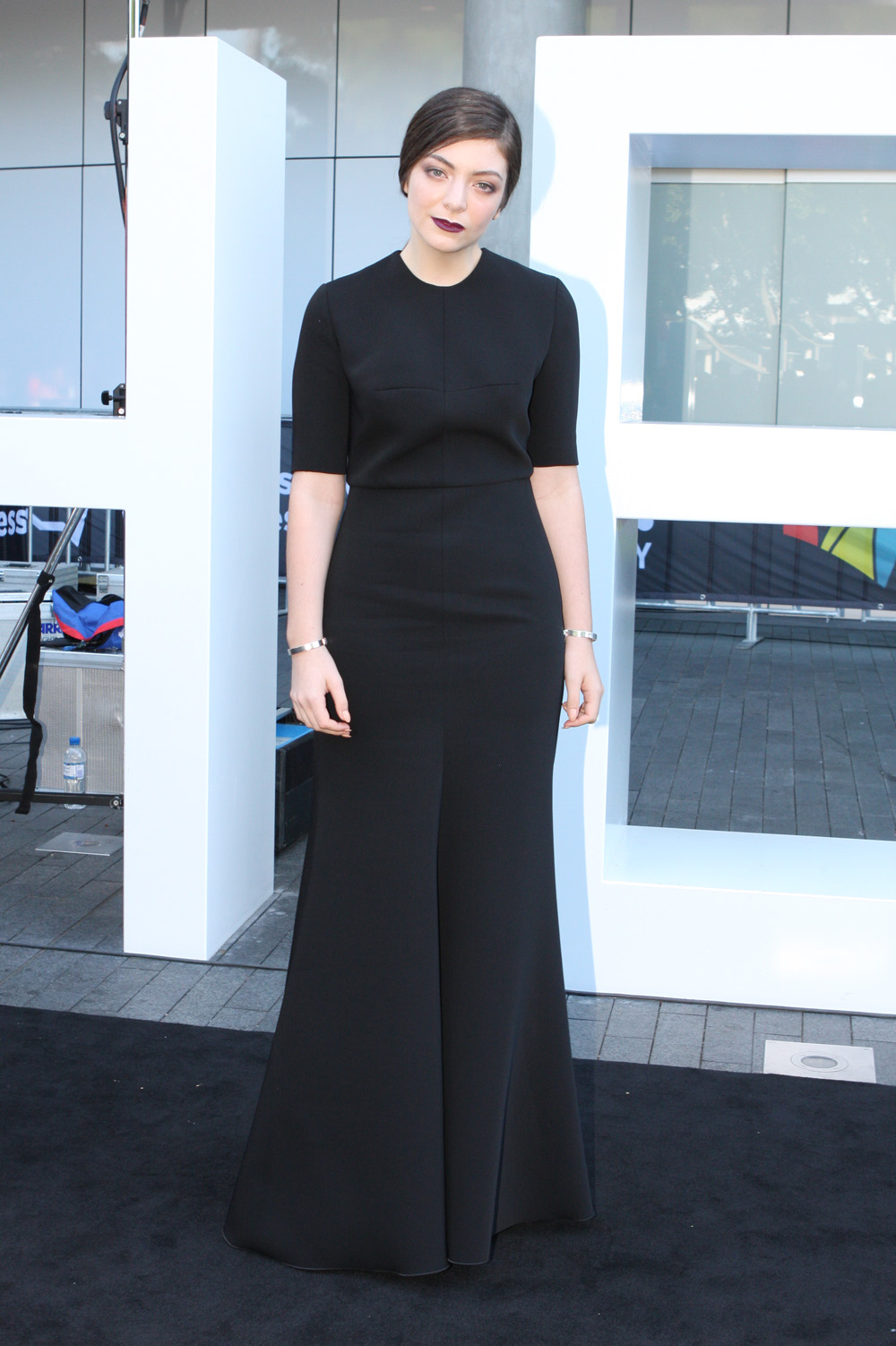
Lorde no ARIA Music Awards em 2013

A ARIA Music Awards é celebrada anualmente pela Australian Recording Industry Association (ARIA) para honrar excelência e inovação em todos os gêneros de música australiana. Lorde recebeu duas indicações.
| Ano  | Indicado / obra | Prêmio                       | Resultado | Ref.   |
| ---- | --------------- | ---------------------------- | --------- | ------ |
| 2014 | Pure Heroine    | Melhor Artista Internacional | Indicado  | [ 24 ] |
| 2017 | Melodrama       | Melhor Artista Internacional | Indicado  | [ 25 ] |

## ASCAP Pop Awards
A anual ASCAP Pop Music Awards é celebrada pela American Society of Composers, Authors and Publishers para honrar os compositores e publicadores das canções pop mais apresentadas. Lorde venceu um prêmio.
| Ano  | Indicado / obra | Prêmio                    | Resultado | Ref.   |
| ---- | --------------- | ------------------------- | --------- | ------ |
| 2014 | "Royals"        | Canções Mais Apresentadas | Venceu    | [ 27 ] |

## BBC Music Awards
A BBC Music Awards é uma cerimônia de prêmios musicais organizada pela British Broadcasting Corporation (BBC). Lorde recebeu três indicações.
| Ano  | Indicado / obra | Prêmio                       | Resultado | Ref.   |
| ---- | --------------- | ---------------------------- | --------- | ------ |
| 2014 | Lorde           | Melhor Artista Internacional | Indicado  | [ 29 ] |
| 2014 | "Royals"        | Canção do Ano                | Indicado  | [ 29 ] |
| 2017 | Lorde           | Artista do Ano               | Indicado  | [ 30 ] |

## BillboardMusic Awards
A Billboard Music Awards é celebrada anualmente para honrar artistas por seu desempenho comercial nos Estados Unidos, baseado em tabelas publicadas pela Billboard. Lorde venceu dois prêmios de um total de treze indicações.
| Ano  | Indicado / obra | Prêmio                             | Resultado | Ref.   |
| ---- | --------------- | ---------------------------------- | --------- | ------ |
| 2014 | Lorde           | Novo Artista do Ano                | Venceu    | [ 32 ] |
| 2014 | Lorde           | Melhor Artista Feminina            | Indicado  | [ 32 ] |
| 2014 | Lorde           | Melhor Artista do Hot 100          | Indicado  | [ 32 ] |
| 2014 | Lorde           | Melhor Artista de Canções Digitais | Indicado  | [ 32 ] |
| 2014 | Lorde           | Melhor Artista de Canções de Rádio | Indicado  | [ 32 ] |
| 2014 | Lorde           | Melhor Artista de Rock             | Indicado  | [ 32 ] |
| 2014 | "Royals"        | Melhor Canção do Hot 100           | Indicado  | [ 32 ] |
| 2014 | "Royals"        | Melhor Canção Digital              | Indicado  | [ 32 ] |
| 2014 | "Royals"        | Melhor Canção de Rádio             | Indicado  | [ 32 ] |
| 2014 | "Royals"        | Melhor Canção de Streaming (Áudio) | Indicado  | [ 32 ] |
| 2014 | "Royals"        | Melhor Canção de Rock              | Venceu    | [ 32 ] |
| 2014 | Pure Heroine    | Melhor Álbum de Rock               | Indicado  | [ 32 ] |
| 2015 | Pure Heroine    | Melhor Álbum de Rock               | Indicado  | [ 33 ] |
| 2015 | Lorde           | Melhor Artista de Rock             | Indicado  | [ 33 ] |

## Brit Awards
A Brit Awards é uma premiação anual de música pop apresentada pela British Phonographic Industry. Lorde foi premiada duas vezes, por Melhor Artista Solo Internacional, em 2014 e 2018.
| Ano  | Indicado / obra | Prêmio                            | Resultado | Ref.   |
| ---- | --------------- | --------------------------------- | --------- | ------ |
| 2014 | Lorde           | Melhor Artista Solo Internacional | Venceu    | [ 35 ] |
| 2018 | Lorde           | Melhor Artista Solo Internacional | Venceu    | [ 36 ] |

## Critics' Choice Movie Awards
A Prêmios Critics' Choice Movie é uma premiação apresentada pela Broadcast Film Critics Association para honrar trabalhos cinemáticos excepcionais. Lorde recebeu uma indicação.
| Ano  | Indicado / obra       | Prêmio        | Resultado | Ref.   |
| ---- | --------------------- | ------------- | --------- | ------ |
| 2015 | "Yellow Flicker Beat" | Melhor Canção | Indicado  | [ 38 ] |

## Echo Awards
A Echo Music Awards é uma cerimônia anual de premiação apresentada pela Deutsche Phono-Akademie na Alemanha. Lorde recebeu uma indicação.
| Ano  | Indicado / obra | Prêmio                                            | Resultado | Ref.   |
| ---- | --------------- | ------------------------------------------------- | --------- | ------ |
| 2014 | Pure Heroine    | Melhor Artista Feminina Internacional de Pop/Rock | Indicado  | [ 40 ] |

## GAFFA Awards
Atribuídos desde 2010, os GAFFA Awards são prêmios suecos que reconhecem musica popular, entregues pela revista de mesmo nome. Lorde recebeu uma indicação.
| Ano  | Indicado / obra | Prêmio                          | Resultado | Ref.   |
| ---- | --------------- | ------------------------------- | --------- | ------ |
| 2018 | Lorde           | Melhor Artista Solo Estrangeiro | Indicado  | [ 41 ] |

## Glamour Awards
A Glamour Awards é uma apresentação anual pela revista Glamour, premiando mulheres em uma variedade de categorias. Lorde recebeu uma indicação.
| Ano  | Indicado / obra | Prêmio             | Resultado | Ref.   |
| ---- | --------------- | ------------------ | --------- | ------ |
| 2014 | Pure Heroine    | Próxima Descoberta | Indicado  | [ 43 ] |

## Prêmios Globo de Ouro
Os Prêmios Globo de Ouro foram criados em 1944 pela Associação de Imprensa Estrangeira de Hollywood para celebrar o melhor em cinema e televisão. Lorde recebeu uma indicação.
| Ano  | Indicado / obra       | Prêmio                 | Resultado | Ref.   |
| ---- | --------------------- | ---------------------- | --------- | ------ |
| 2015 | "Yellow Flicker Beat" | Melhor Canção Original | Indicado  | [ 45 ] |

## Grammy Awards
Os Grammy Award são entregues anualmente pela National Academy of Recording Arts and Sciences. Lorde venceu dois prêmios de um total de cinco indicações.
| Ano  | Indicado / obra | Prêmio                         | Resultado | Ref.   |
| ---- | --------------- | ------------------------------ | --------- | ------ |
| 2014 | "Royals"        | Gravação do Ano                | Indicado  | [ 47 ] |
| 2014 | "Royals"        | Canção do Ano                  | Venceu    | [ 47 ] |
| 2014 | "Royals"        | Melhor Performance Solo de Pop | Venceu    | [ 47 ] |
| 2014 | Pure Heroine    | Melhor Álbum Vocal de Pop      | Indicado  | [ 47 ] |
| 2018 | Melodrama       | Álbum do Ano                   | Indicado  | [ 9 ]  |

## iHeartRadio Music Awards
A iHeartRadio Music Awards é uma premiação musical internacional fundada pela iHeartRadio. Lorde venceu um prêmio de um total de três indicações.
| Ano  | Indicado / obra     | Prêmio                            | Resultado | Ref.   |
| ---- | ------------------- | --------------------------------- | --------- | ------ |
| 2014 | Lorde               | Melhor Novo Artista               | Venceu    | [ 49 ] |
| 2014 | "Royals"            | Canção de Rock Alternativo do Ano | Indicado  | [ 49 ] |
| 2018 | "Homemade Dynamite" | Melhor Remix                      | Indicado  | [ 50 ] |

## International Dance Music Awards
A International Dance Music Awards foi criada em 1985. Ela é parte do Winter Music Conference, um evento de música eletrônica que dura uma semana, que ocorre anualmente. Lorde recebeu duas indicações.
| Ano  | Indicado / obra | Prêmio                             | Resultado | Ref.   |
| ---- | --------------- | ---------------------------------- | --------- | ------ |
| 2014 | Lorde           | Melhor Artista Descoberto (Solo)   | Indicado  | [ 52 ] |
| 2014 | "Royals"        | Melhor Faixa Comercial / Pop Dance | Indicado  | [ 52 ] |

## MPG Awards
A MPG Awards é uma premiação apresentada pela Music Producers Guild, do Reino Unido, para reconhecer e celebrar talento na produção musical. Lorde recebeu uma indicação.
| Ano  | Indicado / obra | Prêmio                        | Resultado | Ref.   |
| ---- | --------------- | ----------------------------- | --------- | ------ |
| 2018 | Lorde           | Produtor Internacional do Ano | Indicado  | [ 53 ] |

## MTV Awards

### MTV Europe Music Awards
A MTV Europe Music Awards é a premiação musical anual da MTV Europe. Lorde venceu dois prêmios de um total de oito indicações.
| Ano  | Indicado / obra | Prêmio                     | Resultado | Ref.   |
| ---- | --------------- | -------------------------- | --------- | ------ |
| 2013 | Lorde           | Melhor Artista Neozelandês | Venceu    | [ 55 ] |
| 2013 | Lorde           | Artista em Ascensão        | Indicado  | [ 56 ] |
| 2014 | Lorde           | Melhor Artista Push        | Indicado  | [ 57 ] |
| 2014 | Lorde           | Melhor Artista Neozelandês | Venceu    | [ 57 ] |
| 2014 | Lorde           | Melhor Alternativa         | Indicado  | [ 57 ] |
| 2015 | Lorde           | Melhor Alternativa         | Indicado  | [ 55 ] |
| 2017 | Lorde           | Melhor Alternativa         | Indicado  | [ 58 ] |
| 2017 | Lorde           | Melhor Artista Neozelandês | Indicado  | [ 58 ] |

### MTV Millennial Awards
| Ano  | Indicado / obra | Prêmio                   | Resultado | Ref.   |
| ---- | --------------- | ------------------------ | --------- | ------ |
| 2017 | "Green Light"   | Hit Internacional do Ano | Indicado  | [ 59 ] |

### MTV Video Music Awards
A MTV Video Music Awards é uma premiação fundada pela MTV para honrar os melhores vídeos musicais do ano. Lorde recebeu quatro indicações, tendo vencido um prêmio.
| Ano  | Indicado / obra | Prêmio                               | Resultado | Ref.   |
| ---- | --------------- | ------------------------------------ | --------- | ------ |
| 2014 | "Royals"        | Melhor Vídeo de uma Artista Feminina | Indicado  | [ 61 ] |
| 2014 | "Royals"        | Melhor Vídeo de Rock                 | Venceu    | [ 61 ] |
| 2017 | Lorde           | Artista do Ano                       | Indicado  | [ 62 ] |
| 2017 | "Green Light"   | Melhor Edição                        | Indicado  | [ 62 ] |

### MTV Video Music Awards Japan
A MTV Video Music Awards Japan é a versão japonesa da MTV Video Music Awards, apresentada pela MTV Japão. Lorde recebeu uma indicação.
| Ano  | Indicado / obra | Prêmio                          | Resultado | Ref.   |
| ---- | --------------- | ------------------------------- | --------- | ------ |
| 2014 | "Royals"        | Melhor Vídeo de um Novo Artista | Indicado  | [ 64 ] |

## Myx Music Awards
A Myx Music Awards é apresentada pelo canal filipino Myx. Lorde recebeu uma indicação.
| Ano  | Indicado / obra | Prêmio                       | Resultado | Ref.   |
| ---- | --------------- | ---------------------------- | --------- | ------ |
| 2014 | "Royals"        | Vídeo Internacional Favorito | Indicado  | [ 66 ] |

## Much Music Video Awards
Os MuchMusic Video Awards são entregues anualmente pela canal musical canadense MuchMusic. Lorde venceu dois prêmios de um total de cinco indicações.
| Ano  | Indicado / obra | Prêmio                                                   | Resultado | Ref.   |
| ---- | --------------- | -------------------------------------------------------- | --------- | ------ |
| 2014 | Lorde           | Artista/Grupo Internacional Favorito                     | Indicado  | [ 68 ] |
| 2014 | "Royals"        | Melhor Vídeo de Artista Internacional                    | Venceu    | [ 68 ] |
| 2017 | Lorde           | Artista ou Grupo Internacional Mais Merecedor de Atenção | Indicado  | [ 69 ] |
| 2017 | Lorde           | Artista Internacional do Ano                             | Venceu    | [ 69 ] |
| 2017 | Lorde           | Artista ou Grupo Internacional Favorito dos Fãs          | Indicado  | [ 69 ] |

## New Zealand Radio Awards
A New Zealand Radio Awards reconhece excelência em radiofusão comercial e não-comercial. Lorde venceu um prêmio.
| Ano  | Indicado / obra       | Prêmio       | Resultado | Ref.   |
| ---- | --------------------- | ------------ | --------- | ------ |
| 2018 | Lorde: The Babysitter | Melhor Vídeo | Venceu    | [ 71 ] |

## Nickelodeon Australian Kids' Choice Awards
A Nickelodeon Australian Kids' Choice Awards é uma premiação fundada pela Nickelodeon. Lorde recebeu duas indicações.
| Ano  | Indicado / obra | Prêmio                                           | Resultado | Ref.          |
| ---- | --------------- | ------------------------------------------------ | --------- | ------------- |
| 2014 | Lorde           | Novo Talento                                     | Indicado  | [ 73 ] [ 74 ] |
| 2015 | Lorde           | Artista Musical Australiano/Neozelandês Favorito | Indicado  | [ 75 ]        |

## NME Awards
Os NME Awards são entregues anualmente pela revista de música britânica NME. Lorde recebeu cinco indicações, vencendo um prêmio.
| Ano  | Indicado / obra | Prêmio                            | Resultado | Ref.   |
| ---- | --------------- | --------------------------------- | --------- | ------ |
| 2014 | Lorde           | Melhor Artista Solo               | Indicado  | [ 77 ] |
| 2018 | Lorde           | Melhor Artista Solo Internacional | Venceu    | [ 78 ] |
| 2018 | Lorde           | Melhor Artista Ao Vivo            | Indicado  | [ 78 ] |
| 2018 | Melodrama       | Melhor Álbum                      | Indicado  | [ 78 ] |
| 2018 | "Green Light"   | Melhor Faixa                      | Indicado  | [ 78 ] |

## People's Choice Awards
Os People's Choice Award, votados pelo público e produzidos pela Procter & Gamble, são entregues anualmente a pessoas e obras da cultura popular. Lorde recebeu uma indicação.
| Ano  | Indicado / obra | Prêmio                     | Resultado | Ref.   |
| ---- | --------------- | -------------------------- | --------- | ------ |
| 2014 | Lorde           | Artista Revelação Favorito | Indicado  | [ 80 ] |

## Premio 40 Principales
A Los Premios 40 Principales é uma premiação fundada em 2006 pela rádio musical espanhola Los 40 Principales. Lorde recebeu uma indicação.
| Ano  | Indicado / obra | Prêmio                            | Resultado | Ref.   |
| ---- | --------------- | --------------------------------- | --------- | ------ |
| 2014 | Lorde           | Melhor Novo Artista Internacional | Indicado  | [ 82 ] |

## Q Awards
A Q Awards é uma cerimônia musical de premiação, apresentada anualmente pela Q Magazine no Reino Unido. Lorde recebeu três indicações.
| Ano  | Indicado / obra | Prêmio                 | Resultado | Ref.   |
| ---- | --------------- | ---------------------- | --------- | ------ |
| 2014 | "Royals"        | Melhor Faixa           | Indicado  | [ 83 ] |
| 2017 | Lorde           | Melhor Artista Ao Vivo | Indicado  | [ 84 ] |
| 2017 | "Green Light"   | Melhor Faixa           | Indicado  | [ 84 ] |

## Taite Music Prize
A Taite Music Prize é uma premiação anual entregue ao melhor álbum neozelandês pela Independent Music New Zealand. Lorde foi premiada em 2014 e dividiu os NZ$10.000 recebidos entre os seis outros finalistas.
| Ano  | Indicado / obra | Prêmio            | Resultado | Ref.   |
| ---- | --------------- | ----------------- | --------- | ------ |
| 2014 | Pure Heroine    | Taite Music Prize | Venceu    | [ 86 ] |

## Teen Choice Awards
A Teen Choice Awards é uma cerimônia de premiação apresentada anualmente pela Fox Broadcasting Company. Lorde recebeu quatro indicações.
| Ano  | Indicado / obra | Prêmio                                        | Resultado | Ref.   |
| ---- | --------------- | --------------------------------------------- | --------- | ------ |
| 2014 | Lorde           | Escolha de Artista Feminina                   | Indicado  | [ 88 ] |
| 2014 | "Team"          | Escolha de Single por Artista Feminina        | Indicado  | [ 88 ] |
| 2017 | "Green Light"   | Escolha de Música: Canção de Rock/Alternativa | Indicado  | [ 89 ] |
| 2017 | Lorde           | Escolha de Artista Feminina do Verão          | Indicado  | [ 89 ] |

## UK Music Video Awards
A UK Music Video Awards é uma cerimônia de premiação anual fundada em 2008 para reconhecer criatividade, excelência técnica e inovação em vídeos musicais para música. Lorde recebeu duas indicações.
| Ano  | Indicado / obra            | Prêmio                              | Resultado | Ref.   |
| ---- | -------------------------- | ----------------------------------- | --------- | ------ |
| 2016 | "Magnets" (com Disclosure) | Melhor Vídeo de Dance (Reino Unido) | Indicado  | [ 91 ] |
| 2017 | "Green Light"              | Melhor Vídeo Pop (Internacional)    | Indicado  | [ 92 ] |

## World Music Awards
A World Music Awards é uma cerimônia de prêmios organizada pela Federação Internacional da Indústria Fonográfica (IFPI) para honrar os artistas musicais mais vendidos internacionalmente. A premiação foi fundada em 1989 e ficou em hiato entre 2010 e 2013. Lorde recebeu quinze indicações, tendo recebido três prêmios.
| Ano  | Indicado / obra  | Prêmio                              | Resultado | Ref.   |
| ---- | ---------------- | ----------------------------------- | --------- | ------ |
| 2014 | Lorde            | Melhor Artista Feminina             | Indicado  | [ 94 ] |
| 2014 | Lorde            | Melhor Novo Artista                 | Venceu    | [ 94 ] |
| 2014 | Lorde            | Melhor Artista Ao Vivo              | Indicado  | [ 94 ] |
| 2014 | Lorde            | Entertainer do Ano                  | Indicado  | [ 94 ] |
| 2014 | Lorde            | Melhor Artista Alternativo          | Venceu    | [ 94 ] |
| 2014 | Lorde            | Artista Mais Vendido da Australásia | Venceu    | [ 94 ] |
| 2014 | "Royals"         | Melhor Canção                       | Indicado  | [ 94 ] |
| 2014 | "Team"           | Melhor Canção                       | Indicado  | [ 94 ] |
| 2014 | "Tennis Court"   | Melhor Canção                       | Indicado  | [ 94 ] |
| 2014 | "The Love Club"  | Melhor Canção                       | Indicado  | [ 94 ] |
| 2014 | The Love Club EP | Melhor Álbum                        | Indicado  | [ 94 ] |
| 2014 | Pure Heroine     | Melhor Álbum                        | Indicado  | [ 94 ] |
| 2014 | "Royals"         | Melhor Vídeo                        | Indicado  | [ 94 ] |
| 2014 | "Team"           | Melhor Vídeo                        | Indicado  | [ 94 ] |
| 2014 | "Tennis Court"   | Melhor Vídeo                        | Indicado  | [ 94 ] |